# Nasaasaaq
Il Nasaasaaq (danese: Kællingehætten) è una montagna della 
Groenlandia di 784 m. Si trova a 66°56'N 53°34'O; appartiene al comune di Queqqata.